# Aleksandr Vasil'evič Gаuk
Aleksandr Vasil'evič Gаuk (in russo Алекса́ндр Васи́льевич Га́ук?; Odessa, 3 agosto 1893 – Mosca, 30 marzo 1963) è stato un direttore d'orchestra e compositore sovietico.

## Biografia
Aleksandr Gauk nacque a Odessa nel 1893. Ricordava la sua prima esperienza nell'ascoltare bande militari e sua madre che cantava e si accompagnava al piano. All'età di sette anni iniziò gli studi di pianoforte e a 17 si recò a San Pietroburgo e riuscì a ottenere l'ingresso alla classe di Daugover, passando poi a Felix Blumenfeld. Vide Arthur Nikisch, Claude Debussy e Richard Strauss dirigere ed è fu particolarmente colpito dal primo.

## Carriera
La prima esperienza di direttore di Gauk fu nel 1912 con un'orchestra studentesca e professionalmente il 1º ottobre 1917 per una produzione di Gli stivaletti di Ciajkovskij al Teatro drammatico musicale di Pietrogrado. Trascorse gran parte degli anni '20 come direttore del Balletto Mariinskij; sposò la ballerina Elena Gerdt.
Dal 1930 al 1934 fu direttore principale dell'Orchestra Filarmonica di Leningrado. Il 6 novembre 1931 diresse quell'orchestra e il Coro dell'Accademia a Capella nella prima mondiale della Sinfonia n. 3 in mi bemolle maggiore, op. 20, "Primo maggio" di Šostakovič.
Dal 1932 lavorò a Mosca e divenne direttore principale di una nuova orchestra radiofonica nel 1936, che si trasformò nell'Orchestra Sinfonica Accademica di Stato della Russia. Durante la seconda guerra mondiale, dopo essere fuggito da Riga, insegnò a Mosca, prima di trascorrere due anni al Conservatorio di Stato di Tbilisi e rimettere in sesto l'Orchestra Sinfonica di Stato della Georgia.

## Lavori
Le composizioni di Gauk comprendono una sinfonia, lavori da camera per archi e opere per pianoforte. Ha lasciato un'autobiografia incompiuta.
Ha ripristinato la Prima Sinfonia di Rachmaninov abbandonata dalle parti orchestrali trovate negli archivi del Conservatorio di Mosca dopo la morte del compositore nel 1943. Diresse la prima mondiale del Concerto per violoncello di Chačaturjan a Mosca nel 1946.

## Incisioni
La sua enorme eredità registrata è ora solo parzialmente accessibile; la Brilliant Classics ha pubblicato una serie di ristampe, tra cui opere di Arenskij, Prokof'ev, Chačaturjan e Šostakovič.